# 이조괴담
《이조괴담》(로마자 표기: Ijogoedam, 영어: Ghosts of Chosun 혹은 영어: A Ghost Story of Joseon Dynasty)은 한국에서 제작된 신상옥 감독의 1970년 공포 영화이다. 신일룡, 최지숙, 한은진 등이 출연하였고, 김한극 등이 제작에 참여하였다.

## 출연
- 신일룡
- 최지숙
- 한은진
- 전영주
- 이강희
- 최광호

## 기타 제작진
- 조명: 박창호
- 음향: 심재훈
- 미술: 정우택